# Nationalisme tchétchène

Drapeau de la République tchétchène d'Itchkérie, symbole du nationalisme tchétchène.

Le nationalisme tchétchène est un mouvement politique, culturel et social qui proclame que la Tchétchénie constitue une nation et revendique son autonomie ou même son indépendance.
Il fut représenté pour la première fois par l'Imam Chamil et atteindra son apogée dans les années 1990 avec la Première guerre de Tchétchénie et l'indépendance de la République tchétchène d'Itchkérie.

## Histoire
Lors de l'invasion de la Tchétchénie par l'Empire russe, l'Imam Chamil est devenu le chef de la résistance tchétchène.
Pendant la Seconde guerre mondiale, de nombreux tchétchènes profitèrent de l'invasion de l'Union soviétique par l'Allemagne nazie pour se soulever, le chef des insurgés tchétchènes était Hassan Israilov, qui fût soutenu par les forces de l'Axe après le soulèvement tchétchène. Les forces d'Israilov seront vaincus par les forces soviétiques.
À la suite de ce soulèvement, Staline accusa les tchétchènes de collaboration avec l'Allemagne et ordonna la déportation de la moitié de la population tchétchène vers le Kazakhstan.